# Liste des menhirs en France protégés aux monuments historiques
Cet article recense les menhirs en France classés ou inscrits au titre des  monuments historiques.

## Méthodologie
La liste prend en compte les édifices classés ou inscrits au titre des monuments historiques. La date correspond à l'année de protection.

## Liste
| Département          | Commune                     | Menhir                                                                                       | Protection | Date      | Base Mérimée                                                   |
| -------------------- | --------------------------- | -------------------------------------------------------------------------------------------- | ---------- | --------- | -------------------------------------------------------------- |
| Ain                  | Simandre-sur-Suran          | Menhir de Pierre Fiche                                                                       | Classé     | 1888      | Notice no PA00116580                                           |
| Aisne                | Bois-lès-Pargny             | Verziau de Gargantua                                                                         | Classé     | 1889      | Notice no PA00115541                                           |
| Aisne                | Haramont                    | Pierre-Clouise                                                                               | Classé     | 1889      | Notice no PA00115698                                           |
| Aisne                | La Bouteille                | Haute-Ronde                                                                                  | Classé     | 1889      | Notice no PA00115549                                           |
| Ardèche              | Saint-Agrève                | Statue-menhir de Lichessol                                                                   | Classé     | 1961      | Notice no PA00116770                                           |
| Aube                 | Avant-lès-Marcilly          | Pierre-au-Coq                                                                                | Classé     | 1889      | Notice no PA00078022                                           |
| Aube                 | La Saulsotte                | Menhir de la Pierre Aiguë                                                                    | Inscrit    | 1993      | Notice no PA00125378                                           |
| Aube                 | Saint-Aubin                 | Menhir de la Grande-Pierre                                                                   | Inscrit    | 1993      | Notice no PA00125374                                           |
| Aube                 | Saint-Loup-de-Buffigny      | Menhir de la Pierre à l'Abbé                                                                 | Inscrit    | 1993      | Notice no PA00125375                                           |
| Aube                 | Soligny-les-Étangs          | Pierre au Coq                                                                                | Classé     | 1959      | Notice no PA00078237                                           |
| Aude                 | Malves-en-Minervois         | Menhir de Malves-en-Minervois                                                                | Classé     | 1921      | Notice no PA00102758                                           |
| Aude                 | Saissac                     | Pierre levée de Picarel                                                                      | Classé     | 1949      | Notice no PA00102896                                           |
| Bas-Rhin             | Dorlisheim                  | Large Stein                                                                                  | Classé     | 1930      | Notice no PA00084696                                           |
| Calvados             | Bény-sur-Mer                | Menhir de la Demoiselle de Bracqueville                                                      | Classé     | 1933      | Notice no PA00111082                                           |
| Calvados             | Colombiers-sur-Seulles      | Menhir des Demoiselles                                                                       | Classé     | 1889      | Notice no PA00111236                                           |
| Calvados             | Condé-sur-Ifs               | Pierre Cornue                                                                                | Classé     | 1889      | Notice no PA00111240                                           |
| Calvados             | Culey-le-Patry              | la Belle Roche                                                                               | Classé     | 1954      | Notice no PA00111273                                           |
| Calvados             | Fresney-le-Puceux           | Pierre Tournante                                                                             | Classé     | 1956      | Notice no PA00111357                                           |
| Calvados             | Gouvix                      | Pierre Tourneresse                                                                           | Classé     | 1936      | Notice no PA00111371                                           |
| Calvados             | Montchauvet                 | Menhirs de la Plumaudière                                                                    | Inscrit    | 1976      | Notice no PA00111557                                           |
| Calvados             | Reviers                     | Pierre debout                                                                                | Classé     | 1934      | Notice no PA00111635                                           |
| Calvados             | Saint-Germain-le-Vasson     | Roche Piquée                                                                                 | Classé     | 1951      | Notice no PA00111677                                           |
| Calvados             | Soumont-Saint-Quentin       | Menhirs des Longrais                                                                         | Classé     | 1978      | Notice no PA00111737                                           |
| Calvados             | Ussy                        | Pierre de la Hauberie                                                                        | Classé     | 1945      | Notice no PA00111773                                           |
| Calvados             | Ussy                        | la Pierre du Pot                                                                             | Classé     | 1945      | Notice no PA00111774                                           |
| Calvados             | Villy-Bocage                | Menhir de Pierrelaye                                                                         | Classé     | 1951      | Notice no PA00111809                                           |
| Cantal               | Carlat                      | Menhir de Peyreficade                                                                        | Classé     | 1889      | Notice no PA00093481                                           |
| Cantal               | Sériers                     | Menhir de Bargueyrac                                                                         | Classé     | 1911      | Notice no PA00093693                                           |
| Cantal               | Sériers                     | Menhir de La Croix-Grosse                                                                    | Classé     | 1911      | Notice no PA00093692                                           |
| Cantal               | Talizat                     | Pierre Plantade                                                                              | Classé     | 1911      | Notice no PA00093696                                           |
| Cher                 | Saint-Georges-sur-Moulon    | Pierre à la Femme                                                                            | Classé     | 1889      | Notice no PA00096888                                           |
| Corrèze              | Argentat                    | Grave de Roland                                                                              | Classé     | 1889      | Notice no PA00099654                                           |
| Corrèze              | Saint-Cernin-de-Larche      | Menhir de Lapalain                                                                           | Classé     | 1910      | Notice no PA00099846                                           |
| Corse-du-Sud         | Belvédère-Campomoro         | Menhir de Capo-di-Luogo                                                                      | Classé     | 1862      | Notice no PA00099074                                           |
| Corse-du-Sud         | Grossa                      | Menhir de Vaccil-Vecchio                                                                     | Classé     | 1862      | Notice no PA00099095                                           |
| Corse-du-Sud         | Sartène                     | Menhirs du Rizzanèse                                                                         | Classé     | 1889      | Notice no PA00099113                                           |
| Côte-d'Or            | Chambain                    | Cheval gris                                                                                  | Classé     | 1923      | Notice no PA00112174                                           |
| Côte-d'Or            | Châtillon-sur-Seine         | Menhir de Châtillon-sur-Seine                                                                | Classé     | 1923      | Notice no PA00112202                                           |
| Côte-d'Or            | Coulmier-le-Sec             | Menhir de la Grande Borne                                                                    | Classé     | 1889      | Notice no PA00112237                                           |
| Côte-d'Or            | Genay                       | Grande Borne                                                                                 | Classé     | 1910      | Notice no PA00112475                                           |
| Côte-d'Or            | La Roche-en-Brenil          | Menhirs des Grands-Bois                                                                      | Classé     | 1889      | Notice no PA00112607                                           |
| Côte-d'Or            | Montigny-Saint-Barthélemy   | Menhir du cimetière                                                                          | Classé     | 1910      | Notice no PA00112554                                           |
| Côte-d'Or            | Sussey                      | Menhir de la Pierre-Pointe                                                                   | Classé     | 1910      | Notice no PA00112684                                           |
| Côtes-d'Armor        | Bégard                      | Menhir de Kerguézennec                                                                       | Classé     | 1889      | Notice no PA00089022                                           |
| Côtes-d'Armor        | Boqueho                     | Menhirs de Kergoff                                                                           | Classé     | 1966      | Notice no PA00089028                                           |
| Côtes-d'Armor        | Canihuel                    | Menhir de Bodquelen                                                                          | Inscrit    | 1969      | Notice no PA00089052                                           |
| Côtes-d'Armor        | Canihuel                    | Menhir de Goresto                                                                            | Inscrit    | 1969      | Notice no PA00089053                                           |
| Côtes-d'Armor        | Caurel                      | Menhirs de Belair                                                                            | Classé     | 1952      | Notice no PA00089059                                           |
| Côtes-d'Armor        | Glomel                      | Menhir de Coat Couraval                                                                      | Inscrit    | 1970      | Notice no PA00089162                                           |
| Côtes-d'Armor        | Glomel                      | Menhir de Glomel                                                                             | Inscrit    | 1954      | Notice no PA00089163                                           |
| Côtes-d'Armor        | Glomel                      | Menhir de Parc Menhir                                                                        | Classé     | 1975      | Notice no PA00089164                                           |
| Côtes-d'Armor        | Guitté                      | Pierre Longue                                                                                | Classé     | 1967      | Notice no PA00089192                                           |
| Côtes-d'Armor        | Lamballe                    | Menhir de Guihallon                                                                          | Classé     | 1965      | Notice no PA00089235                                           |
| Côtes-d'Armor        | Landebaëron                 | Menhir de Menou-Glas                                                                         | Inscrit    | 1969      | Notice no PA00089240                                           |
| Côtes-d'Armor        | Le Vieux-Bourg              | Croix de Pasquiou                                                                            | Classé     | 1964      | Notice no PA00089743                                           |
| Côtes-d'Armor        | Le Vieux-Bourg              | Menhir de Betudo                                                                             | Inscrit    | 1969      | Notice no PA00089742                                           |
| Côtes-d'Armor        | Le Vieux-Bourg              | Menhir de Pasquiou                                                                           | Classé     | 1965      | Notice no PA00089744                                           |
| Côtes-d'Armor        | Le Vieux-Bourg              | Menhir de Porzic                                                                             | Classé     | 1965      | Notice no PA00089746                                           |
| Côtes-d'Armor        | Le Vieux-Bourg              | Pont-aux-Prêtres                                                                             | Classé     | 1967      | Notice no PA00089745                                           |
| Côtes-d'Armor        | Pédernec                    | Menhir de Minhir                                                                             | Classé     | 1889      | Notice no PA00089370                                           |
| Côtes-d'Armor        | Penvénan                    | Menhir de Kerbelven                                                                          | Inscrit    | 1964      | Notice no PA00089374 Notice no PA00089375                      |
| Côtes-d'Armor        | Penvénan                    | Menhir de Kervéniou                                                                          | Classé     | 1965      | Notice no PA00089376                                           |
| Côtes-d'Armor        | Plaine-Haute                | Fuseau de Lag-de-Noë                                                                         | Inscrit    | 1967      | Notice no PA00089390                                           |
| Côtes-d'Armor        | Plaintel                    | Menhir du Petit Vauridel                                                                     | Classé     | 1963      | Notice no PA00089391                                           |
| Côtes-d'Armor        | Plédran                     | Menhir de la Touche-Bude                                                                     | Classé     | 1965      | Notice no PA00089402                                           |
| Côtes-d'Armor        | Plénée-Jugon                | Menhir du Closset de l'Amas et Menhir de la Pierre Longue                                    | Classé     | 1963      | Notice no PA00089415                                           |
| Côtes-d'Armor        | Plésidy                     | Menhir de Caëlonan                                                                           | Classé     | 1889      | Notice no PA00089422                                           |
| Côtes-d'Armor        | Pleslin-Trigavou            | Menhirs de Pleslin-Trigavou                                                                  | Classé     | 1889      | Notice no PA00089423                                           |
| Côtes-d'Armor        | Pleumeur-Bodou              | Menhir de Chapelle Saint-Samson                                                              | Inscrit    | 1964      | Notice no PA00089441                                           |
| Côtes-d'Armor        | Pleumeur-Bodou              | Menhir de Saint-Uzec                                                                         | Classé     | 1889      | Notice no PA00089442                                           |
| Côtes-d'Armor        | Ploufragan                  | Sabot de Ploufragan                                                                          | Inscrit    | 1966      | Notice no PA00089477                                           |
| Côtes-d'Armor        | Plouvara                    | Menhir du Pré de Camet                                                                       | Classé     | 1964      | Notice no PA00089520                                           |
| Côtes-d'Armor        | Quintin                     | Menhir de la Roche Longue                                                                    | Classé     | 1862      | Notice no PA00089566                                           |
| Côtes-d'Armor        | Saint-Gildas                | Menhir de Keranhouët                                                                         | Inscrit    | 1965      | Notice no PA00089618                                           |
| Côtes-d'Armor        | Saint-Gilles-Pligeaux       | Menhir de Crec'h Ogel                                                                        | Classé     | 1971      | Notice no PA00089624                                           |
| Côtes-d'Armor        | Saint-Gilles-Pligeaux       | Menhirs de Kergornec                                                                         | Classé     | 1971      | Notice no PA00089625 Notice no PA00089626                      |
| Côtes-d'Armor        | Saint-Gilles-Vieux-Marché   | Menhir des Champs de Callac                                                                  | Classé     | 1974      | Notice no PA00089628                                           |
| Côtes-d'Armor        | Saint-Julien                | Menhir de la Roche Longue                                                                    | Classé     | 1966      | Notice no PA00089636                                           |
| Côtes-d'Armor        | Saint-Samson-sur-Rance      | Menhir de la Thiemblaye                                                                      | Classé     | 1977      | Notice no PA00089656                                           |
| Côtes-d'Armor        | Saint-Servais               | Menhirs de Kerbernès                                                                         | Classé     | 1925      | Notice no PA00089659                                           |
| Côtes-d'Armor        | Trégastel                   | Menhir de Trémarch                                                                           | Classé     | 1960      | Notice no PA00089693                                           |
| Côtes-d'Armor        | Trémargat                   | Menhir de Parc-ar-Menhir                                                                     | Inscrit    | 1967      | Notice no PA00089730                                           |
| Côtes-d'Armor        | Trémargat                   | Menhir de Prat-Rous-Cerch                                                                    | Classé     | 1968      | Notice no PA00089729                                           |
| Côtes-d'Armor        | Trémargat                   | Menhir de Prat-Tuntauren                                                                     | Classé     | 1968      | Notice no PA00089728                                           |
| Creuse               | Champagnat                  | Pierre Femme                                                                                 | Classé     | 1910      | Notice no PA00100036                                           |
| Creuse               | La Souterraine              | Menhir de la Gérafie                                                                         | Classé     | 1889      | Notice no PA00100208                                           |
| Creuse               | Saint-Priest-la-Feuille     | Menhir de la Rebeyrolle                                                                      | Inscrit    | 1991      | Notice no PA00100227                                           |
| Creuse               | Pierre-Fitte                | Pierre Fitte                                                                                 | Inscrit    | 1961      | Notice no PA00100193                                           |
| Deux-Sèvres          | Celles-sur-Belle            | Menhirs de Celles-sur-Belle                                                                  | Classé     | 1889      | Notice no PA00101208                                           |
| Deux-Sèvres          | Saint-Léger-de-Montbrun     | Menhirs de la Pierre Levée                                                                   | Classé     | 1971      | Notice no PA00101342                                           |
| Essonne              | Boussy-Saint-Antoine        | Menhir de Pierre-Fritte                                                                      | Classé     | 1921      | Notice no PA00087827                                           |
| Essonne              | Brunoy                      | Menhirs de la Haute-Borne                                                                    | Classé     | 1977      | Notice no PA00087838                                           |
| Essonne              | Brunoy                      | Menhirs de la propriété Talma                                                                | Classé     | 1889      | Notice no PA00087837                                           |
| Essonne              | Bruyères-le-Châtel          | Pierre Beaumirault                                                                           | Inscrit    | 1978      | Notice no PA00087843                                           |
| Essonne              | Étampes                     | Pierrefitte                                                                                  | Classé     | 1964      | Notice no PA00087902                                           |
| Essonne              | Milly-la-Forêt              | Menhir de la Pierre Droite                                                                   | Classé     | 1974      | Notice no PA00087961                                           |
| Essonne              | Vigneux-sur-Seine           | Pierre à Mousseau                                                                            | Classé     | 1889      | Notice no PA00088033                                           |
| Eure                 | Breuilpont                  | Pierre-Frite (Breuilpont)                                                                    | Classé     | 1950      | Notice no PA00099361                                           |
| Eure                 | Landepéreuse                | Menhir de la Longue Pierre                                                                   | Classé     | 1911      | Notice no PA00099465                                           |
| Eure                 | Neaufles-Auvergny           | Pierre de Gargantua                                                                          | Classé     | 1934      | Notice no PA00099494                                           |
| Eure                 | Port-Mort                   | Gravier de Gargantua                                                                         | Classé     | 1923      | Notice no PA00099522                                           |
| Eure                 | Val-de-Reuil                | Menhir de la Basse Crémonville                                                               | Classé     | 1927      | Notice no PA00099550                                           |
| Eure                 | Saint-Ouen-d'Attez          | Pierre de la Joure                                                                           | Classé     | 1934      | Notice no PA00099564                                           |
| Eure                 | Serquigny                   | Menhir du Croc                                                                               | Inscrit    | 1991      | Notice no PA00099639                                           |
| Eure-et-Loir         | Berchères-sur-Vesgre        | Menhir de la Ville-l'Évêque                                                                  | Classé     | 1887      | Notice no PA00096971                                           |
| Eure-et-Loir         | Maintenon                   | Le But de Gargantua                                                                          | Classé     | 1974      | Notice no PA00097147                                           |
| Eure-et-Loir         | Ymeray                      | Menhir de Chantecoq                                                                          | Classé     | 1909      | Notice no PA00097241                                           |
| Finistère            | Bénodet                     | Menhir de Poulquer                                                                           | Inscrit    | 1969      | Notice no PA00089832                                           |
| Finistère            | Berrien                     | Menhir de Kerampeulven                                                                       | Inscrit    | 1995      | Notice no PA00135260                                           |
| Finistère            | Beuzec-Cap-Sizun            | Menhir de Luguenez                                                                           | Classé     | 1924      | Notice no PA00089836                                           |
| Finistère            | Brignogan-Plages            | Menhir de Men Marz                                                                           | Classé     | 1889      | Notice no PA00089852                                           |
| Finistère            | Elliant                     | Menhir de Cosquer Ven                                                                        | Inscrit    | 1969      | Notice no PA00089919                                           |
| Finistère            | Fouesnant                   | Menhir de Beg-Meil                                                                           | Classé     | 1930      | Notice no PA00089965                                           |
| Finistère            | Fouesnant                   | Menhir de Lanveur                                                                            | Inscrit    | 1967      | Notice no PA00089966                                           |
| Finistère            | Guerlesquin                 | Menhir de Kerellou                                                                           | Classé     | 1909      | Notice no PA00089985                                           |
| Finistère            | Guilvinec                   | Menhir de Lanvar                                                                             | Classé     | 1962      | Notice no PA00089992                                           |
| Finistère            | Huelgoat                    | Menhir de la Grotte d'Artus                                                                  | Classé     | 1930      | Notice no PA00090009                                           |
| Finistère            | Huelgoat                    | Menhir du Cloître                                                                            | Inscrit    | 1980      | Notice no PA00090008                                           |
| Finistère            | Île de Sein                 | Les Causeurs                                                                                 | Classé     | 1901      | Notice no PA00090011                                           |
| Finistère            | La Forêt-Fouesnant          | Menhir de Chef du Bois Coat ar Ster                                                          | Inscrit    | 1968      | Notice no PA00089957                                           |
| Finistère            | Landunvez                   | Menhir d'Argenton                                                                            | Classé     | 1889      | Notice no PA00090052                                           |
| Finistère            | Landunvez                   | Menhir de Saint-Gonveld                                                                      | Classé     | 1969      | Notice no PA00090053                                           |
| Finistère            | Laz                         | Menhir de Kermez                                                                             | Classé     | 1910      | Notice no PA00090066                                           |
| Finistère            | Le Trévoux                  | Menhir de Laniscar                                                                           | Classé     | 1974      | Notice no PA00090481                                           |
| Finistère            | Loctudy                     | Menhir de Penglaouic                                                                         | Classé     | 1974      | Notice no PA00090099                                           |
| Finistère            | Moëlan-sur-Mer              | Menhir de Bellevue                                                                           | Classé     | 1977      | Notice no PA00090122                                           |
| Finistère            | Moëlan-sur-Mer              | Menhir de Kergoulouët                                                                        | Inscrit    | 1974      | Notice no PA00090118                                           |
| Finistère            | Moëlan-sur-Mer              | Menhir de Kerseler                                                                           | Inscrit    | 1982      | Notice no PA00090119                                           |
| Finistère            | Moëlan-sur-Mer              | Menhir de Mentoul                                                                            | Classé     | 1973      | Notice no PA00090120                                           |
| Finistère            | Moëlan-sur-Mer              | Menhirs de Mescléo                                                                           | Inscrit    | 1973      | Notice no PA00090121                                           |
| Finistère            | Penmarc'h                   | Menhir de Kerdeval                                                                           | Classé     | 1929      | Notice no PA00090153                                           |
| Finistère            | Penmarc'h                   | Menhirs de Kerscaven                                                                         | Classé     | 1889 1921 | Notice no PA00090154 Notice no PA00090155                      |
| Finistère            | Plobannalec-Lesconil        | Menhir de Kerdalaë-Lesconil                                                                  | Classé     | 1932      | Notice no PA00090172                                           |
| Finistère            | Plomelin                    | Menhirs de Tingoff                                                                           | Classé     | 1978      | Notice no PA00090185                                           |
| Finistère            | Plomeur                     | Menhir de Lanvenael                                                                          | Classé     | 1923      | Notice no PA00090192                                           |
| Finistère            | Plomeur                     | Menhirs de Kerfland                                                                          | Classé     | 1923      | Notice no PA00090194                                           |
| Finistère            | Plomeur                     | Menhirs de Kerharo-Vian                                                                      | Inscrit    | 1983      | Notice no PA00090193                                           |
| Finistère            | Plonéour-Lanvern            | Menhir de Plonéour-Lanvern                                                                   | Classé     | 1924      | Notice no PA00090201                                           |
| Finistère            | Plouarzel                   | Menhir de Kerveatoux                                                                         | Classé     | 1883      | Notice no PA00090206                                           |
| Finistère            | Plouescat                   | Menhir de Couinandré                                                                         | Classé     | 1970      | Notice no PA00090221                                           |
| Finistère            | Plouescat                   | Menhir de Porsnejen                                                                          | Classé     | 1909      | Notice no PA00090219                                           |
| Finistère            | Plouescat                   | Menhir d'Irvit                                                                               | Classé     | 1921      | Notice no PA00090222                                           |
| Finistère            | Plouescat                   | Menhir du Camp-Louis                                                                         | Classé     | 1909      | Notice no PA00090220                                           |
| Finistère            | Plougasnou                  | Menhir de Traon-Bihan                                                                        | Inscrit    | 1956      | Notice no PA00090237                                           |
| Finistère            | Plouguin                    | Menhir de Kervignen-Bras                                                                     | Classé     | 1979      | Notice no PA00090250                                           |
| Finistère            | Plouguin                    | Menhir de Lannoulouarn                                                                       | Classé     | 1961      | Notice no PA00090251                                           |
| Finistère            | Plouigneau                  | Menhir de Creach-Edern                                                                       | Inscrit    | 1955      | Notice no PA00090255                                           |
| Finistère            | Plounéour-Trez              | Menhir Sud de Pontusval                                                                      | Classé     | 1889      | Notice no PA00090259                                           |
| Finistère            | Plourin                     | Menhir de Kergadiou                                                                          | Classé     | 1883      | Notice no PA00090268                                           |
| Finistère            | Plovan                      | Menhirs de Lespurit-Quelen                                                                   | Classé     | 1923      | Notice no PA00090278                                           |
| Finistère            | Plozévet                    | Menhir des Droits-de-l'Homme                                                                 | Classé     | 1881      | Notice no PA00090282                                           |
| Finistère            | Pont-Aven                   | Menhirs de Kerangosquer                                                                      | Classé     | 1971      | Notice no PA00090292                                           |
| Finistère            | Porspoder                   | Grand menhir de l'île                                                                        | Classé     | 1921      | Notice no PA00090309                                           |
| Finistère            | Porspoder                   | Menhir de Calès                                                                              | Classé     | 1921      | Notice no PA00090305                                           |
| Finistère            | Porspoder                   | Menhir de Kérouézel                                                                          | Classé     | 1921      | Notice no PA00090306                                           |
| Finistère            | Porspoder                   | Menhir de Saint-Ourzal                                                                       | Classé     | 1921      | Notice no PA00090308                                           |
| Finistère            | Porspoder                   | Menhirs de Mezdoun                                                                           | Classé     | 1923      | Notice no PA00090307                                           |
| Finistère            | Poullan-sur-Mer             | Menhir de Tréota                                                                             | Classé     | 1923      | Notice no PA00090315                                           |
| Finistère            | Saint-Évarzec               | Menhir de Kerhuel                                                                            | Inscrit    | 1968      | Notice no PA00090409                                           |
| Finistère            | Saint-Goazec                | Menhir du Mendy                                                                              | Classé     | 1914      | Notice no PA00090417                                           |
| Finistère            | Saint-Rivoal                | Menhir du Roquimarc'h                                                                        | Classé     | 1961      | Notice no PA00090436                                           |
| Finistère            | Treffiagat                  | Menhir de Lehan                                                                              | Classé     | 1923      | Notice no PA00090457                                           |
| Finistère            | Treffiagat                  | Menhir de Quélarn                                                                            | Classé     | 1923      | Notice no PA00090458                                           |
| Finistère            | Treffiagat                  | Menhir de Squividan                                                                          | Classé     | 1975      | Notice no PA00090456                                           |
| Finistère            | Trégunc                     | Menhir de Kérangallou                                                                        | Classé     | 1930      | Notice no PA00090470                                           |
| Finistère            | Trégunc                     | Menhir de Kergleuhan                                                                         | Classé     | 1965      | Notice no PA00090469                                           |
| Gard                 | Collorgues                  | Statues-menhirs                                                                              | Classé     | 1927      | Notice no PA00103046                                           |
| Gard                 | Lussan                      | Menhir de la Lèque                                                                           | Classé     | 1910      | Notice no PA00103069                                           |
| Gard                 | Nîmes                       | Menhir de Courbessac                                                                         | Classé     | 1936      | Notice no PA00103147                                           |
| Gironde              | Saint-Sulpice-de-Faleyrens  | Menhir de Peyrefitte                                                                         | Classé     | 1889      | Notice no PA00083808                                           |
| Gironde              | Salles                      | Menhir de Clotte                                                                             | Classé     | 1889      | Notice no PA00083829                                           |
| Haute-Garonne        | Saint-Martory               | Menhir Peyro-Hitto                                                                           | Classé     | 1962      | Notice no PA00094469                                           |
| Haute-Loire          | Chomelix                    | Menhir de la Pierre Plantée                                                                  | Classé     | 1889      | Notice no PA00092653                                           |
| Haute-Loire          | Saint-Jeures                | Menhir de Saint-Jeures                                                                       | Inscrit    | 1989      | Notice no PA00092931                                           |
| Haute-Loire          | Tence                       | Croix-menhir de Mendigoules                                                                  | Inscrit    | 1989      | Notice no PA00092935                                           |
| Haute-Marne          | Fontaines-sur-Marne         | Menhir de la Haute-Borne (Fontaines-sur-Marne)                                               | Classé     | 1883      | Notice no PA00079060                                           |
| Haute-Saône          | Traves                      | Pierre percée                                                                                | Classé     | 1911      | Notice no PA00102276                                           |
| Haute-Vienne         | Cieux                       | Menhir d'Arnac                                                                               | Inscrit    | 1987      | Notice no PA00100284                                           |
| Haute-Vienne         | Cieux                       | Menhir de Ceinturat                                                                          | Classé     | 1889      | Notice no PA00100283                                           |
| Haute-Vienne         | Fromental                   | Menhir des Fichades                                                                          | Classé     | 1945      | Notice no PA00100318                                           |
| Haute-Vienne         | Javerdat                    | Menhir du Pic                                                                                | Inscrit    | 1987      | Notice no PA00100325                                           |
| Haute-Vienne         | Saint-Auvent                | Menhir de Chez Moutaud                                                                       | Classé     | 1940      | Notice no PA00100439                                           |
| Haute-Vienne         | Saint-Paul                  | Menhirs du Métayer                                                                           | Inscrit    | 1984      | Notice no PA00100485                                           |
| Haut-Rhin            | Soultzmatt                  | Langenstein                                                                                  | Classé     | 1938      | Notice no PA00085692                                           |
| Hauts-de-Seine       | Clamart                     | Pierre-aux-Moines                                                                            | Classé     | 1895      | Notice no PA00088096                                           |
| Ille-et-Vilaine      | Champeaux                   | Menhir de la Pierre d'en Haut                                                                | Inscrit    | 1980      | Notice no PA00090519                                           |
| Ille-et-Vilaine      | Cuguen                      | Pierre-Longue                                                                                | Classé     | 1889      | Notice no PA00090539                                           |
| Ille-et-Vilaine      | Dol-de-Bretagne             | Menhir de Champ-Dolent                                                                       | Classé     | 1889      | Notice no PA00090549                                           |
| Ille-et-Vilaine      | Janzé                       | Menhir de Belle-Vue                                                                          | Classé     | 1963      | Notice no PA00090605                                           |
| Ille-et-Vilaine      | Janzé                       | Pierre des Fées                                                                              | Classé     | 1963      | Notice no PA00090606                                           |
| Ille-et-Vilaine      | Le Sel-de-Bretagne          | Menhir du Champ de la Pierre et menhir du Champ Horel                                        | Classé     | 1945      | Notice no PA00090885                                           |
| Ille-et-Vilaine      | Livré-sur-Changeon          | Roche Piquée                                                                                 | Classé     | 1933      | Notice no PA00090618                                           |
| Ille-et-Vilaine      | Médréac                     | Menhir du Chénot                                                                             | Classé     | 1929      | Notice no PA00090627                                           |
| Ille-et-Vilaine      | Médréac                     | Roche Carrée                                                                                 | Classé     | 1929      | Notice no PA00090628                                           |
| Ille-et-Vilaine      | Miniac-sous-Bécherel        | Mégalithes de la Rochelle                                                                    | Classé     | 1960      | Notice no PA00090631                                           |
| Ille-et-Vilaine      | Noyal-sous-Bazouges         | Menhir de Landes-Ros                                                                         | Classé     | 1889      | Notice no PA00090644                                           |
| Ille-et-Vilaine      | Plerguer                    | Pierre du Domaine                                                                            | Classé     | 1889      | Notice no PA00090655                                           |
| Ille-et-Vilaine      | Pocé-les-Bois               | Pierre Blanche                                                                               | Classé     | 1970      | Notice no PA00090658                                           |
| Ille-et-Vilaine      | Retiers                     | Pierre de Richebourg                                                                         | Classé     | 1977      | Notice no PA00090756                                           |
| Ille-et-Vilaine      | Saint-Aubin-du-Cormier      | Menhirs de la Forêt de Haute-Sève                                                            | Classé     | 1900      | Notice no PA00090764                                           |
| Ille-et-Vilaine      | Saint-Just                  | Menhirs des Pierres Chevêches                                                                | Inscrit    | 1978      | Notice no PA00090790                                           |
| Ille-et-Vilaine      | Saint-Marcan                | Roche Longue                                                                                 | Classé     | 1933      | Notice no PA00090872                                           |
| Ille-et-Vilaine      | Saint-Suliac                | Dent de Gargantua                                                                            | Classé     | 1889      | Notice no PA00090882                                           |
| Indre                | Bagneux                     | Menhirs de Tréfoux                                                                           | Classé     | 1889      | Notice no PA00097271                                           |
| Indre                | Bagneux                     | Pierre levée de Boisy                                                                        | Classé     | 1889      | Notice no PA00097272                                           |
| Indre-et-Loire       | Auzouer-en-Touraine         | Menhir du château de Pierrefitte                                                             | Classé     | 1889      | Notice no PA00097541                                           |
| Indre-et-Loire       | Beaumont-la-Ronce           | Menhir de Montifray                                                                          | Classé     | 1943      | Notice no PA00097581                                           |
| Indre-et-Loire       | Draché                      | Pierre percée                                                                                | Classé     | 1911      | Notice no PA00097742                                           |
| Landes               | Larrivière-Saint-Savin      | Mégalithe de Guillay                                                                         | Classé     | 1978      | Notice no PA00083963                                           |
| Loire-Atlantique     | Donges                      | Menhir de la Vacherie                                                                        | Classé     | 1889      | Notice no PA00108611                                           |
| Loire-Atlantique     | Guérande                    | Menhir de Ile de la Chapelle                                                                 | Classé     | 1978      | Notice no PA00108623                                           |
| Loire-Atlantique     | Guérande                    | Pierre de Saillé                                                                             | Inscrit    | 1984      | Notice no PA00108624                                           |
| Loire-Atlantique     | Le Croisic                  | Menhir Signal                                                                                | Classé     | 1889      | Notice no PA00108609                                           |
| Loire-Atlantique     | Les Sorinières              | Menhir de Haute-Lande                                                                        | Inscrit    | 1960      | Notice no PA00108832                                           |
| Loire-Atlantique     | Les Sorinières              | Menhir des Faux                                                                              | Inscrit    | 1984      | Notice no PA00108831                                           |
| Loire-Atlantique     | Lusanger                    | Pierre du Hochu                                                                              | Classé     | 1928      | Notice no PA00108637                                           |
| Loire-Atlantique     | Nozay                       | Menhir de Couëbrac                                                                           | Classé     | 1928      | Notice no PA00108763                                           |
| Loire-Atlantique     | Oudon                       | Menhir de Petit Clos de la Pierre                                                            | Classé     | 1970      | Notice no PA00108765                                           |
| Loire-Atlantique     | Pontchâteau                 | Fuseau de la Madeleine                                                                       | Classé     | 1889      | Notice no PA00108769                                           |
| Loire-Atlantique     | Pont-Saint-Martin           | Menhirs du Pré-Moreau                                                                        | Classé     | 1982      | Notice no PA00108772                                           |
| Loire-Atlantique     | Rougé                       | Pierres Velières                                                                             | Inscrit    | 1981      | Notice no PA00108786                                           |
| Loire-Atlantique     | Saint-André-des-Eaux        | Menhir de Saint-André-des-Eaux                                                               | Classé     | 1889      | Notice no PA00108788                                           |
| Loire-Atlantique     | Saint-Aubin-des-Châteaux    | Menhir des Louères                                                                           | Classé     | 1928      | Notice no PA00108789                                           |
| Loire-Atlantique     | Saint-Brevin-les-Pins       | Menhir de la Pierre Attelée                                                                  | Classé     | 1978      | Notice no PA00108792                                           |
| Loire-Atlantique     | Saint-Brevin-les-Pins       | Menhir du Boivre                                                                             | Inscrit    | 1980      | Notice no PA00108796                                           |
| Loire-Atlantique     | Saint-Brevin-les-Pins       | Menhir du Plessis-Gamat                                                                      | Classé     | 1977      | Notice no PA00108795                                           |
| Loire-Atlantique     | Saint-Brevin-les-Pins       | Pierre de Couche                                                                             | Classé     | 1977      | Notice no PA00108793                                           |
| Loire-Atlantique     | Saint-Brevin-les-Pins       | Pierre de Gargantua                                                                          | Classé     | 1973      | Notice no PA00108794                                           |
| Loire-Atlantique     | Saint-Lyphard               | Menhir de Mézerac                                                                            | Inscrit    | 1981      | Notice no PA00108810                                           |
| Loire-Atlantique     | Saint-Père-en-Retz          | Menhir du Quarteron de la Riveraie                                                           | Inscrit    | 1984      | Notice no PA00108818                                           |
| Loire-Atlantique     | Sion-les-Mines              | Menhir de Briangault                                                                         | Classé     | 1983      | Notice no PA00108827                                           |
| Loire-Atlantique     | Sion-les-Mines              | Menhir de la Grée à Midi                                                                     | Classé     | 1929      | Notice no PA00108829                                           |
| Loire-Atlantique     | Sion-les-Mines              | Menhir de Pierre-Pin                                                                         | Inscrit    | 1988      | Notice no PA00108828                                           |
| Loire-Atlantique     | Vay                         | Pierre qui tourne                                                                            | Classé     | 1928      | Notice no PA00108839                                           |
| Loiret               | Chantecoq                   | Menhir de Coinche                                                                            | Classé     | 1986      | Notice no PA00098731                                           |
| Loiret               | Chevannes                   | Pierre aux Sorciers                                                                          | Classé     | 1910      | Notice no PA00098750                                           |
| Loiret               | Louzouer                    | Grande Pierre                                                                                | Inscrit    | 1983      | Notice no PA00098809                                           |
| Loiret               | Saint-Gondon                | Menhir des Pierres Longues                                                                   | Inscrit    | 1986      | Notice no PA00099008                                           |
| Loir-et-Cher         | Areines                     | Menhir d'Huchigny, ou « La Grosse Pierre »                                                   | Classé     | 1909      | Notice no PA00098320                                           |
| Loir-et-Cher         | Averdon                     | Menhir de la Grande Pierre                                                                   | Classé     | 1979      | Notice no PA00098328                                           |
| Loir-et-Cher         | Huisseau-en-Beauce          | Menhir des Gâts-Fleuris                                                                      | Classé     | 1889      | Notice no PA00098451                                           |
| Loir-et-Cher         | Noyers-sur-Cher             | Pierre-Frite de Grandmont ou Pierre-Fite                                                     | Classé     | 1889      | Notice no PA00098538                                           |
| Loir-et-Cher         | Tripleville                 | Menhir de la Drue à Gargantua, aussi appelé la Quille à Gargantua ou menhir de la Nivardière | Classé     | 1889      | Notice no PA00098625                                           |
| Lot                  | Livernon                    | Menhir de Pierre Levée                                                                       | Classé     | 1978      | Notice no PA00095146                                           |
| Lozère               | Bédouès                     | Menhirs de la Can d'Issenges                                                                 | Inscrit    | 1941      | Notice no PA00103791                                           |
| Lozère               | Les Bondons                 | Menhirs de Colobrières                                                                       | Inscrit    | 1941      | Notice no PA00103795                                           |
| Lozère               | Les Bondons                 | Menhirs de la colline de Treimes                                                             | Inscrit    | 1941      | Notice no PA00103794                                           |
| Lozère               | Les Bondons                 | Menhirs de la Fage                                                                           | Inscrit    | 1941      | Notice no PA00103796 Notice no PA00103797                      |
| Lozère               | Les Bondons                 | Menhirs de la Maisonnette                                                                    | Inscrit    | 1941      | Notice no PA00103798                                           |
| Lozère               | Les Bondons                 | Menhirs de Montmirat                                                                         | Inscrit    | 1941      | Notice no PA00103799                                           |
| Lozère               | Les Bondons                 | Menhirs de la Veissière                                                                      | Inscrit    | 1941      | Notice no PA00103793                                           |
| Maine-et-Loire       | Aviré                       | Pierre debout                                                                                | Classé     | 1889      | Notice no PA00108952                                           |
| Maine-et-Loire       | Chigné                      | Menhir de l'Aurière                                                                          | Classé     | 1983      | Notice no PA00109051                                           |
| Maine-et-Loire       | Cholet                      | Menhir de la Garde                                                                           | Inscrit    | 1976      | Notice no PA00109052                                           |
| Maine-et-Loire       | Cholet                      | Pierre Plate                                                                                 | Inscrit    | 1976      | Notice no PA00109053                                           |
| Maine-et-Loire       | Coron                       | Pierre des Hommes                                                                            | Classé     | 1889      | Notice no PA00109064                                           |
| Maine-et-Loire       | Gennes                      | Pierre Longue                                                                                | Inscrit    | 1982      | Notice no PA00109125                                           |
| Maine-et-Loire       | La Renaudière               | Menhir du moulin à vent de Normandeau                                                        | Classé     | 1983      | Notice no PA00109243                                           |
| Maine-et-Loire       | La Renaudière               | Pierre levée de Charbonneau                                                                  | Inscrit    | 1983      | Notice no PA00109244                                           |
| Maine-et-Loire       | Le Fief-Sauvin              | Menhir de Bréau                                                                              | Inscrit    | 1990      | Notice no PA00109428                                           |
| Maine-et-Loire       | Martigné-Briand             | Menhir de la Grouas                                                                          | Inscrit    | 1982      | Notice no PA00109174                                           |
| Maine-et-Loire       | Maulévrier                  | Pierre au Sel                                                                                | Classé     | 1975      | Notice no PA00109177                                           |
| Maine-et-Loire       | Montreuil-Bellay            | Menhir de la Pierre de Lenay                                                                 | Classé     | 1911      | Notice no PA00109202                                           |
| Maine-et-Loire       | Montreuil-Bellay            | Menhir de l'Accomodement                                                                     | Inscrit    | 1967      | Notice no PA00109201                                           |
| Maine-et-Loire       | Saint-Germain-sur-Moine     | Haute-Borne                                                                                  | Classé     | 1889      | Notice no PA00109272                                           |
| Maine-et-Loire       | Saint-Macaire-en-Mauges     | Grande Pierre Levée                                                                          | Classé     | 1941      | Notice no PA00109274                                           |
| Maine-et-Loire       | Saumur                      | Pierre Longue                                                                                | Classé     | 1889      | Notice no PA00109342                                           |
| Maine-et-Loire       | Soucelles                   | Doigt de César                                                                               | Classé     | 1975      | Notice no PA00109363                                           |
| Maine-et-Loire       | Vaudelnay                   | Menhir du Grésil                                                                             | Inscrit    | 1967      | Notice no PA00109118                                           |
| Manche               | Maupertus-sur-Mer           | Menhir de Clos La Pierre                                                                     | Classé     | 1889      | Notice no PA00110451                                           |
| Marne                | Avize Cramant et Oiry       | Menhir de Haute-Borne                                                                        | Classé     | 1889      | Notice no PA00078753 Notice no PA00078578 Notice no PA00078685 |
| Marne                | Congy                       | Menhir de l'étang de Chénevry                                                                | Classé     | 1889      | Notice no PA00078672                                           |
| Marne                | Fontaine-Denis-Nuisy        | Pierres de Sainte-Geneviève                                                                  | Classé     | 1889      | Notice no PA00078712                                           |
| Mayenne              | Bazougers                   | Menhir de la Hune                                                                            | Classé     | 1889      | Notice no PA00109466                                           |
| Mayenne              | Bouchamps-lès-Craon         | Pierres de la Cahorie                                                                        | Inscrit    | 1989      | Notice no PA00109472                                           |
| Mayenne              | Chantrigné                  | Menhir du Grand Coudray                                                                      | Classé     | 1976      | Notice no PA00109480                                           |
| Mayenne              | Couesmes-Vaucé              | Menhir du pré de l'Étang                                                                     | Classé     | 1971      | Notice no PA00109492                                           |
| Mayenne              | Désertines                  | Menhir de Désertines                                                                         | Classé     | 1924      | Notice no PA00109499                                           |
| Mayenne              | Gorron                      | Menhir de la Roche                                                                           | Classé     | 1978      | Notice no PA00109510                                           |
| Mayenne              | Izé                         | Menhir du Tellier                                                                            | Classé     | 1978      | Notice no PA00109513                                           |
| Mayenne              | La Bigottière               | Menhir du Faix du Diable                                                                     | Classé     | 1925      | Notice no PA00109469                                           |
| Mayenne              | Le Pas                      | Menhir de Saint-Civière                                                                      | Classé     | 1889      | Notice no PA00109577                                           |
| Mayenne              | Montaudin                   | Menhir de la Broussardière                                                                   | Classé     | 1921      | Notice no PA00109565                                           |
| Mayenne              | Saint-Pierre-des-Nids       | Pierre au Diable                                                                             | Classé     | 1978      | Notice no PA00109606                                           |
| Mayenne              | Saint-Saturnin-du-Limet     | Pierre de l'Horloge                                                                          | Inscrit    | 1953      | Notice no PA00109608                                           |
| Mayenne              | Saint-Thomas-de-Courceriers | Menhir de la Petite Thébauderie                                                              | Classé     | 1976      | Notice no PA00109615                                           |
| Mayenne              | Saint-Thomas-de-Courceriers | Pierre longue de Lèverie                                                                     | Inscrit    | 1990      | Notice no PA00109652                                           |
| Meurthe-et-Moselle   | Pont-à-Mousson              | Pierre au Jô                                                                                 | Classé     | 1914      | Notice no PA00106348                                           |
| Meuse                | Buxières-sous-les-Côtes     | Menhir de Woinville                                                                          | Inscrit    | 2000      | Notice no PA55000021                                           |
| Meuse                | Chauvoncourt                | Grosse borne                                                                                 | Inscrit    | 2000      | Notice no PA55000022                                           |
| Meuse                | Mécrin                      | Menhir de Mécrin                                                                             | Inscrit    | 2000      | Notice no PA55000023                                           |
| Meuse                | Montplonne                  | Dolmen du Ruissard                                                                           | Inscrit    | 2000      | Notice no PA55000024                                           |
| Meuse                | Montplonne                  | Menhir de Champ l'Alouette                                                                   | Inscrit    | 2000      | Notice no PA55000026                                           |
| Meuse                | Montplonne                  | Menhir Le Corrois                                                                            | Inscrit    | 2000      | Notice no PA55000025                                           |
| Meuse                | Nant-le-Grand               | Menhir de Champ l'Écuyer                                                                     | Classé     | 1924      | Notice no PA00106597                                           |
| Meuse                | Nant-le-Grand               | Menhir de la Pierre l'Ogre                                                                   | Classé     | 1924      | Notice no PA00106596                                           |
| Meuse                | Nant-le-Grand Tannois       | Menhir de la Chèvre                                                                          | Inscrit    | 2000      | Notice no PA55000028                                           |
| Meuse                | Nant-le-Grand Tannois       | Menhir de la Queue                                                                           | Inscrit    | 2000      | Notice no PA55000027                                           |
| Meuse                | Saint-Mihiel                | Dame Schonne                                                                                 | Classé     | 1889      | Notice no PA00106625                                           |
| Morbihan             | Arzon                       | Cromlech d'Er Lannic (Er Lannic)                                                             | Classé     | 1889      | Notice no PA00090986                                           |
| Morbihan             | Camors                      | Menhirs de l'Étoile                                                                          | Classé     | 1934      | Notice no PA00091070                                           |
| Morbihan             | Carnac                      | Er-Roh                                                                                       | Classé     | 1929      | Notice no PA00091114                                           |
| Morbihan             | Carnac                      | Menhir de Crifol                                                                             | Classé     | 1886      | Notice no PA00091109                                           |
| Morbihan             | Carnac                      | Menhir de Kergo                                                                              | Classé     | 1889      | Notice no PA00091111                                           |
| Morbihan             | Carnac                      | Menhir de Kerlagade                                                                          | Classé     | 1889      | Notice no PA00091112                                           |
| Morbihan             | Carnac                      | Menhir de Kerluhir                                                                           | Classé     | 1889      | Notice no PA00091113                                           |
| Morbihan             | Carnac                      | Menhir du Bourg de Carnac                                                                    | Classé     | 1889      | Notice no PA00091116                                           |
| Morbihan             | Carnac                      | Menhir du Clos Pernel                                                                        | Classé     | 1933      | Notice no PA00091100                                           |
| Morbihan             | Carnac                      | Menhir du Moustoir (Parc-et-Mané)                                                            | Classé     | 1926      | Notice no PA00091117                                           |
| Morbihan             | Carnac                      | Menhirs de Kerderff                                                                          | Classé     | 1886      | Notice no PA00091110                                           |
| Morbihan             | Carnac                      | Menhirs de Kériaval                                                                          | Classé     | 1940      | Notice no PA00091119                                           |
| Morbihan             | Carnac                      | Menhirs de Kériaval                                                                          | Classé     | 1940      | Notice no PA00091120                                           |
| Morbihan             | Carnac                      | Menhirs de Lann-Grand-Villarec                                                               | Classé     | 1940      | Notice no PA00091122                                           |
| Morbihan             | Carnac                      | Menhirs de l'enceinte du Ménec                                                               | Classé     | 1923      | Notice no PA00091123                                           |
| Morbihan             | Carnac                      | Menhirs de Mispirec                                                                          | Classé     | 1931      | Notice no PA00091118                                           |
| Morbihan             | Carnac                      | Rohec                                                                                        | Classé     | 1926      | Notice no PA00091115                                           |
| Morbihan             | Gourin                      | Menhir de Kerbiguet-Lann                                                                     | Classé     | 1969      | Notice no PA00091210                                           |
| Morbihan             | Groix                       | Menhir de Mez-Kerlard                                                                        | Classé     | 1970      | Notice no PA00091225                                           |
| Morbihan             | Houat                       | Menhir de Bar-Kreiz                                                                          | Classé     | 1931      | Notice no PA00091297                                           |
| Morbihan             | Houat                       | Menhir de Men-Guen                                                                           | Classé     | 1931      | Notice no PA00091298                                           |
| Morbihan             | Houat                       | Menhir de Parc-er-Menhir                                                                     | Classé     | 1931      | Notice no PA00091299                                           |
| Morbihan             | Houat                       | Menhirs de Men-Plat                                                                          | Classé     | 1931      | Notice no PA00091300                                           |
| Morbihan             | Locmariaquer                | Grand menhir de Men-er-Grah                                                                  | Classé     | 1889      | Notice no PA00091390                                           |
| Morbihan             | Locmariaquer                | Men-Bronso                                                                                   | Classé     | 1938      | Notice no PA00091389                                           |
| Morbihan             | Moustoir-Ac                 | Men-Bras-de-Kermar-Ker                                                                       | Classé     | 1924      | Notice no PA00091459                                           |
| Morbihan             | Moustoir-Ac                 | Menhir de Kerara                                                                             | Classé     | 1965      | Notice no PA00091458                                           |
| Morbihan             | Plouhinec                   | Menhir du Bourg                                                                              | Classé     | 1964      | Notice no PA00091531                                           |
| Morbihan             | Plouhinec                   | Men-Roquil                                                                                   | Classé     | 1963      | Notice no PA00091532                                           |
| Morbihan             | Quiberon                    | Menhir de Goulvarc'h                                                                         | Inscrit    | 1978      | Notice no PA00091610                                           |
| Morbihan             | Quiberon                    | Menhir de la pointe d'Er-Limouzen                                                            | Classé     | 1931      | Notice no PA00091612                                           |
| Morbihan             | Quiberon                    | Menhir de la Pointe-de-Guéritte                                                              | Classé     | 1933      | Notice no PA00091611                                           |
| Morbihan             | Quiberon                    | Menhir de Manémeur                                                                           | Classé     | 1931      | Notice no PA00091609                                           |
| Morbihan             | Quiberon                    | Menhirs de Beg-er-Goh-Lannec                                                                 | Classé     | 1931      | Notice no PA00091613                                           |
| Morbihan             | Quiberon                    | Menhir de Manémeur                                                                           | Classé     | 1889 1927 | Notice no PA00091614 Notice no PA00091615                      |
| Morbihan             | Roudouallec                 | Menhir de Guernangoué                                                                        | Classé     | 1925      | Notice no PA00091648                                           |
| Morbihan             | Roudouallec                 | Menhir du Petit Moustoir                                                                     | Classé     | 1969      | Notice no PA00091649                                           |
| Morbihan             | Saint-Barthélemy            | Menhirs de Kernan                                                                            | Classé     | 1932      | Notice no PA00091667                                           |
| Morbihan             | Saint-Gildas-de-Rhuys       | Men-en-Palud                                                                                 | Inscrit    | 1969      | Notice no PA00091677                                           |
| Morbihan             | Saint-Gildas-de-Rhuys       | Menhir de Clos-et-Bé                                                                         | Inscrit    | 1969      | Notice no PA00091675                                           |
| Morbihan             | Saint-Gildas-de-Rhuys       | Menhir de Liorh Larzonnic                                                                    | Classé     | 1967      | Notice no PA00091676                                           |
| Morbihan             | Saint-Gildas-de-Rhuys       | Menhir de Pen-Guen                                                                           | Inscrit    | 1968      | Notice no PA00091678                                           |
| Morbihan             | Saint-Gildas-de-Rhuys       | Menhirs de Clos-et-Bé                                                                        | Inscrit    | 1970      | Notice no PA00091680                                           |
| Morbihan             | Saint-Gildas-de-Rhuys       | Pierre Jaune de Kercambre                                                                    | Inscrit    | 1970      | Notice no PA00091679                                           |
| Morbihan             | Saint-Jean-Brévelay         | Menhir du Moustoir                                                                           | Classé     | 1936      | Notice no PA00091685                                           |
| Morbihan             | Saint-Philibert             | Men-Milene-de-Pourhos                                                                        | Classé     | 1927      | Notice no PA00091705                                           |
| Morbihan             | Sarzeau                     | Fuseau de Jeannette                                                                          | Inscrit    | 1969      | Notice no PA00091733                                           |
| Morbihan             | Sauzon                      | Menhirs Jean et Jeanne de Kerledan                                                           | Classé     | 1943      | Notice no PA00091735                                           |
| Morbihan             | Trédion                     | Menhirs Babouin et Babouine                                                                  | Classé     | 1933      | Notice no PA00091758                                           |
| Nord                 | Aubigny-au-Bac              | Pierre qui pousse                                                                            | Inscrit    | 1979      | Notice no PA00107349                                           |
| Nord                 | Cambrai                     | Pierres jumelles                                                                             | Classé     | 1889      | Notice no PA00107410                                           |
| Nord                 | Lécluse                     | Pierre du Diable                                                                             | Classé     | 1889 1914 | Notice no PA00107508 Notice no PA00107561                      |
| Nord                 | Sars-Poteries               | Pierre de Dessus-Bise                                                                        | Classé     | 1862      | Notice no PA00107808                                           |
| Nord                 | Solre-le-Château            | Pierre Martine                                                                               | Classé     | 1862      | Notice no PA00107823                                           |
| Nord                 | Vendegies-sur-Écaillon      | Gros Caillou                                                                                 | Classé     | 1980      | Notice no PA00107875                                           |
| Oise                 | Rhuis                       | Demoiselle de Rhuis                                                                          | Inscrit    | 1982      | Notice no PA00114838                                           |
| Orne                 | Ceaucé                      | Menhir de la Pierre                                                                          | Classé     | 1976      | Notice no PA00110761                                           |
| Orne                 | Chênedouit                  | Droite Pierre                                                                                | Classé     | 1981      | Notice no PA00110776                                           |
| Orne                 | Craménil                    | Affiloir de Gargantua                                                                        | Classé     | 1889      | Notice no PA00110789                                           |
| Orne                 | Échauffour                  | Menhirs des Crouttes                                                                         | Classé     | 1927      | Notice no PA00110796                                           |
| Orne                 | Glos-la-Ferrière            | Menhir du Boulay Tilleul                                                                     | Classé     | 1944      | Notice no PA00110813                                           |
| Orne                 | Joué-du-Bois                | Menhir des Outres                                                                            | Classé     | 1889      | Notice no PA00110829                                           |
| Orne                 | Passais                     | Menhir du Perron                                                                             | Classé     | 1926      | Notice no PA00110884                                           |
| Orne                 | Silly-en-Gouffern           | Pierre Levée                                                                                 | Classé     | 1889      | Notice no PA00110952                                           |
| Orne                 | Tournai-sur-Dive            | Pierre au Bordeu                                                                             | Classé     | 1938      | Notice no PA00110961                                           |
| Pas-de-Calais        | Mont-Saint-Éloi             | Pierres jumelles                                                                             | Classé     | 1889      | Notice no PA00108352                                           |
| Pas-de-Calais        | Oisy-le-Verger              | Menhir du Gros Caillou                                                                       | Classé     | 1981      | Notice no PA00108371                                           |
| Puy-de-Dôme          | Aubière                     | Menhir du Pont d'Aubière                                                                     | Inscrit    | 1971      | Notice no PA00091873                                           |
| Puy-de-Dôme          | Champeix                    | Pierre Fichade                                                                               | Classé     | 1889      | Notice no PA00091945                                           |
| Puy-de-Dôme          | Clermont-Ferrand            | Menhir de Beaulieu                                                                           | Classé     | 1965      | Notice no PA00092034                                           |
| Puy-de-Dôme          | Clermont-Ferrand            | Menhir de Sainte-Anne                                                                        | Classé     | 1924      | Notice no PA00092035                                           |
| Puy-de-Dôme          | Davayat                     | Menhir de Montaudoux                                                                         | Classé     | 1889      | Notice no PA00092112                                           |
| Puy-de-Dôme          | Tauves                      | Pierre des Quatre Curés                                                                      | Classé     | 1976      | Notice no PA00092424                                           |
| Pyrénées-Atlantiques | Ger                         | Menhir de quartier Roye                                                                      | Classé     | 1966      | Notice no PA00084391                                           |
| Rhône                | Décines-Charpieu            | Menhir de Montaberlet                                                                        | Classé     | 1889      | Notice no PA00117755                                           |
| Saône-et-Loire       | Boyer                       | Pierre-Fiche                                                                                 | Classé     | 1923      | Notice no PA00113131                                           |
| Saône-et-Loire       | Broye                       | Menhir de l'Ouche-à-l'Hôte                                                                   | Classé     | 1914      | Notice no PA00113137                                           |
| Saône-et-Loire       | La Chapelle-sous-Brancion   | Pierre-Levée du champ de la Fa                                                               | Classé     | 1911      | Notice no PA00113193                                           |
| Saône-et-Loire       | Saint-Micaud                | Pierre-aux-Fées                                                                              | Classé     | 1923      | Notice no PA00113451                                           |
| Saône-et-Loire       | Vergisson                   | Menhir de Chancerons                                                                         | Classé     | 1958      | Notice no PA00113523                                           |
| Sarthe               | Beaumont-Pied-de-Bœuf       | Menhir du Perray                                                                             | Inscrit    | 1984      | Notice no PA00109681                                           |
| Sarthe               | Chahaignes                  | Menhir de Gobianne                                                                           | Inscrit    | 1984      | Notice no PA00109698                                           |
| Sarthe               | Dissay-sous-Courcillon      | Menhir de Haute-Gane                                                                         | Inscrit    | 1984      | Notice no PA00109737                                           |
| Sarthe               | Dissay-sous-Courcillon      | Menhir de la Pierre Levée                                                                    | Classé     | 1982      | Notice no PA00109738                                           |
| Sarthe               | Dissay-sous-Courcillon      | Menhir de La Serpinerie                                                                      | Classé     | 1982      | Notice no PA00109736                                           |
| Sarthe               | Duneau                      | Pierre Fiche                                                                                 | Classé     | 1889      | Notice no PA00109746                                           |
| Sarthe               | Le Mans                     | Pierre Saint-Julien                                                                          | Classé     | 1889      | Notice no PA00109848                                           |
| Sarthe               | Nogent-le-Bernard           | Menhir de Courtevrais                                                                        | Classé     | 1983      | Notice no PA00109891                                           |
| Seine-et-Marne       | Beautheil                   | Pierre-Fitte                                                                                 | Classé     | 1889      | Notice no PA00086813                                           |
| Seine-et-Marne       | Courtomer                   | Pierre Couvée                                                                                | Classé     | 1971      | Notice no PA00086913                                           |
| Seine-et-Marne       | Diant                       | Pierre-aux-Couteaux                                                                          | Classé     | 1889      | Notice no PA00086928                                           |
| Seine-et-Marne       | Dormelles                   | Pierre Plantée                                                                               | Classé     | 1900      | Notice no PA00086935                                           |
| Seine-et-Marne       | Écuelles                    | Pierre droite d'Écuelles                                                                     | Classé     | 1889      | Notice no PA00086942                                           |
| Seine-et-Marne       | Montereau-Fault-Yonne       | Menhirs des Sept Grès                                                                        | Classé     | 1889      | Notice no PA00087118                                           |
| Seine-et-Marne       | Nanteau-sur-Lunain          | Pierre Clouée                                                                                | Classé     | 1889      | Notice no PA00087159                                           |
| Seine-et-Marne       | Saint-Brice                 | Menhir de Saint-Brice                                                                        | Inscrit    | 1945      | Notice no PA00087267                                           |
| Seine-et-Marne       | Thoury-Férottes             | Pierre Cornoise                                                                              | Classé     | 1889      | Notice no PA00087297                                           |
| Seine-et-Marne       | Tousson                     | Menhir de la Croix Saint-Jacques                                                             | Classé     | 1924      | Notice no PA00087299                                           |
| Seine-et-Marne       | Tousson                     | Menhir de la Pierre-aux-Prêtres                                                              | Classé     | 1913      | Notice no PA00087300                                           |
| Somme                | Bavelincourt                | Pierre d'Oblicamp                                                                            | Classé     | 1970      | Notice no PA00116087                                           |
| Somme                | Doingt                      | Pierre de Gargantua                                                                          | Classé     | 1840      | Notice no PA00116131                                           |
| Somme                | Eppeville                   | La Pierre qui pousse                                                                         | Classé     | 1889      | Notice no PA00116143                                           |
| Tarn                 | Lacaune                     | Peyro-Lebado                                                                                 | Classé     | 1883      | Notice no PA00095579                                           |
| Tarn                 | Monestiés                   | Croix de Salvetat                                                                            | Classé     | 1981      | Notice no PA00095607                                           |
| Tarn                 | Vieux                       | Menhir de Peire Lebade                                                                       | Classé     | 1977      | Notice no PA00095657                                           |
| Val-de-Marne         | Villeneuve-le-Roi           | Pierreffite                                                                                  | Classé     | 1889      | Notice no PA00079918                                           |
| Val-d'Oise           | Cergy                       | Pierre-Fouret                                                                                | Classé     | 1889      | Notice no PA00080014                                           |
| Val-d'Oise           | Jouy-le-Moutier             | Menhir des Grandes Pierres                                                                   | Classé     | 1976      | Notice no PA00080099                                           |
| Var                  | Cabasse                     | Menhir de Champduy                                                                           | Classé     | 1889      | Notice no PA00081563                                           |
| Var                  | Collobrières                | Menhirs de la Ferme Lambert                                                                  | Inscrit    | 1988      | Notice no PA00081580                                           |
| Var                  | Draguignan                  | Menhir de Draguignan                                                                         | Classé     | 1969      | Notice no PA00081590                                           |
| Var                  | Saint-Raphaël               | Menhirs de Veyssières                                                                        | Classé     | 1938      | Notice no PA00081716                                           |
| Var                  | Saint-Raphaël               | Menhir d'Aire-Peyronne                                                                       | Classé     | 1910      | Notice no PA00081717                                           |
| Vendée               | Avrillé                     | Menhir de Bourg-Jardin                                                                       | Classé     | 1889      | Notice no PA00110027                                           |
| Vendée               | Avrillé                     | Menhir de la Boitière                                                                        | Classé     | 1889      | Notice no PA00110026                                           |
| Vendée               | Avrillé                     | Menhir de la Fontaine Saint-Gré                                                              | Inscrit    | 1988      | Notice no PA00110029                                           |
| Vendée               | Avrillé                     | Menhir de Pièce-du-Devant                                                                    | Classé     | 1889      | Notice no PA00110023                                           |
| Vendée               | Avrillé                     | Menhir de Pièce-du-Rocher                                                                    | Classé     | 1889      | Notice no PA00110024                                           |
| Vendée               | Avrillé                     | Menhirs de Bois-du-Fourgon                                                                   | Classé     | 1889      | Notice no PA00110022                                           |
| Vendée               | Avrillé                     | Menhirs de Champ-de-la-Pierre                                                                | Classé     | 1889      | Notice no PA00110025                                           |
| Vendée               | Avrillé                     | Pierre branlante                                                                             | Classé     | 1889      | Notice no PA00110028                                           |
| Vendée               | Brem-sur-Mer                | Menhir de la Crulière                                                                        | Classé     | 1934      | Notice no PA00110058                                           |
| Vendée               | Chauché                     | Menhir de la Limouzinière                                                                    | Classé     | 1984      | Notice no PA00110073                                           |
| Vendée               | Commequiers                 | Palissonnière                                                                                | Inscrit    | 1981      | Notice no PA00110082                                           |
| Vendée               | La Garnache                 | Pierre-du-Diable                                                                             | Classé     | 1934      | Notice no PA00110125                                           |
| Vendée               | Le Bernard                  | Menhirs du Plessis                                                                           | Inscrit    | 1936      | Notice no PA00110044                                           |
| Vendée               | Le Givre                    | Champ du Rocher                                                                              | Classé     | 1980      | Notice no PA00110129                                           |
| Vendée               | Le Givre                    | Petites Jaunières                                                                            | Classé     | 1980      | Notice no PA00110130                                           |
| Vendée               | L'Île-d'Yeu                 | Menhir de l'Île-d'Yeu                                                                        | Classé     | 1889      | Notice no PA00110148                                           |
| Vendée               | Notre-Dame-de-Riez          | Menhir du Pré-Doux                                                                           | Classé     | 1924      | Notice no PA00110188                                           |
| Vendée               | Notre-Dame-de-Riez          | Pierre-au-Trésor-de-la-Triée                                                                 | Classé     | 1924      | Notice no PA00110189                                           |
| Vendée               | Olonne-sur-Mer              | Conche Verte                                                                                 | Classé     | 1903      | Notice no PA00110192                                           |
| Vendée               | Olonne-sur-Mer              | Pierres jumelles                                                                             | Classé     | 1982      | Notice no PA00110193                                           |
| Vendée               | Rosnay                      | Menhir des Pierres-Folles du Follet                                                          | Inscrit    | 1984      | Notice no PA00110220                                           |
| Vendée               | Saint-André-Treize-Voies    | Menhir de la Petite-Roche                                                                    | Classé     | 1989      | Notice no PA00110224                                           |
| Vendée               | Saint-Germain-de-Prinçay    | Menhir de Château des Roches-Baritaud                                                        | Classé     | 1983 1987 | Notice no PA00110230 Notice no PA00110237                      |
| Vendée               | Saint-Hilaire-la-Forêt      | Menhirs de la Rainière                                                                       | Inscrit    | 1995      | Notice no PA00135565                                           |
| Vendée               | Saint-Vincent-sur-Graon     | Menhir de la Chenillée                                                                       | Inscrit    | 1988      | Notice no PA00110265                                           |
| Vendée               | Soullans                    | Menhir de Pierre-Levée                                                                       | Classé     | 1926      | Notice no PA00110274                                           |
| Vendée               | Vairé                       | Minche du Diable                                                                             | Inscrit    | 1969      | Notice no PA00110283                                           |
| Vienne               | Availles-Limouzine          | Pierre-Fade                                                                                  | Classé     | 1889      | Notice no PA00105342                                           |
| Vienne               | Les Trois-Moutiers          | Pierre-Levée-de-Courçu                                                                       | Inscrit    | 1957      | Notice no PA00105747                                           |
| Vienne               | Naintré                     | Menhir du Vieux-Poitiers                                                                     | Classé     | 1892      | Notice no PA00105562                                           |
| Vienne               | Naintré                     | Menhir-polissoir de Souhé                                                                    | Inscrit    | 1989      | Notice no PA00105793                                           |
| Vienne               | Saint-Cyr                   | Pierre-Fitte                                                                                 | Classé     | 1932      | Notice no PA00105685                                           |
| Vienne               | Vouillé                     | Menhir de Roumaud                                                                            | Classé     | 1969      | Notice no PA00105782                                           |
| Vosges               | Raon-l'Étape                | Menhirs de Pierre-Borne                                                                      | Classé     | 1924      | Notice no PA00107246                                           |
| Vosges               | Remiremont                  | Pierres-Fittes                                                                               | Classé     | 1889      | Notice no PA00107256                                           |
| Yonne                | Aillant-sur-Tholon          | Pierre-Fitte                                                                                 | Classé     | 1913      | Notice no PA00113568                                           |
| Yonne                | Les Sièges                  | Pierre à Colon                                                                               | Classé     | 1889      | Notice no PA00113888                                           |
| Yonne                | Montacher-Villegardin       | Menhir de la Pierre-Pointe                                                                   | Inscrit    | 1952      | Notice no PA00113747                                           |
| Yonne                | Noé                         | Haute-Borne                                                                                  | Classé     | 1939      | Notice no PA00113759                                           |
| Yonne                | Perceneige                  | Menhir du Pas-Dieu                                                                           | Classé     | 1889      | Notice no PA00113777                                           |
| Yonne                | Vaumort                     | Pierre-Enlevée                                                                               | Classé     | 1889      | Notice no PA00113926                                           |
| Yonne                | Villeneuve-sur-Yonne        | Menhir de Pierre-Fritte                                                                      | Classé     | 1954      | Notice no PA00113948                                           |
| Yvelines             | Guitrancourt                | Pierre-Drette                                                                                | Classé     | 1957      | Notice no PA00087449                                           |